# Цэцэрлэг
Цэ́цэрлэг (монг. Цэцэрлэг «цветник») — город в Монголии, административный центр аймака Архангай. Площадь — 7480 км², из которых 6040 км² являются пастбища и 1340 км² лесами. 15 км² являются сельскохозяйственными угодьями. Город расположен в центре острова тепла: среднеянварские температуры здесь повышаются до −17,0 °C. 
В 2010 году население города составляло 20 604 человека. Находится 209 км к западу от Мурэна и 880 км от Улан-Батора. 
В городе имеются предприятия по переработке сельскохозяйственного сырья, фабрика биопрепаратов.

## Известные уроженцы
- Сангийн Дампил (1922—1991) — Герой Монгольской Народной Республики (1945).
- Самбалхундэвийн Алтангэрэл (1943—2021) — геолог, Лауреат Государственной премии Монголии (2018).